# Xeronemataceae
Classification APG III (2009)
Famille
Répartition géographique
Les Xeronemataceae est une petite famille de plantes à fleurs monocotylédones de l'ordre des Asparagales. Elle regroupe des plantes herbacées et ne comporte qu'une ou deux espèces du genre Xeronema.
La distribution géographique de ces deux espèces se limite à la Nouvelle-Calédonie et à l'extrême nord de la Nouvelle-Zélande (les Îles Poor Knights et les Îles Hen and Chicken dans le Northland).
Cette famille a été publiée en 2001 et n'existait pas dans la classification classique de Cronquist (1981).

## Étymologie
Le nom vient du genre type Xeronema dérivé du grec ξηρός / xeros, sec, et νήμα / nema, fil,  en référence aux filaments persistants des fleurs.

## Liste des genres
Selon World Checklist of Selected Plant Families (WCSP) (16 avr. 2010), NCBI (16 avr. 2010), Angiosperm Phylogeny Website (16 avr. 2010) et DELTA Angio (16 avr. 2010) :
- genre Xeronema Brongn. & Gris (1864)

## Liste des espèces
Selon World Checklist of Selected Plant Families (WCSP) (16 avr. 2010) :
- genre Xeronema Brongn. & Gris (1864)
  - Xeronema callistemon W.R.B.Oliv. (1926) (endémique à la Nouvelle-Zélande)
  - Xeronema moorei Brongn. & Gris (1864) (endémique à la Nouvelle-Calédonie)

Selon NCBI (16 avr. 2010) :
- genre Xeronema
  - Xeronema callistemon